# وجود الليكوبين بالدم
وجود الليكوبين بالدم (بالإنجليزية: Lycopenemia)‏ هي حالة جلدية غير مؤذية تحدُث بسبب التناول المُفرط للأطعمة الحمراء مِثل البندورة والشمندر الأحمر وغيرها من الفواكه، حيثُ تؤدي هذه الحالة إلى تلون أحمر للجلد.:486